# Барух Хасан
Барух Хасан (на иврит: ברוך חסן; на английски: Baruch Hassan); (роден на 1959 г. в Нетаня, Израел)
е бивш израелски футболист, който играе във ФК Макаби Нетаня и Бейтар Нетания. Към октомври 2013 г. работи като мениджър.

## Отличия
- Висша лига на Израел (2):
  - 1979 – 80, 1982 – 83
- Купа Тото (2):
  - 1982 – 83, 1983 – 84
- Суперкупа на Израел (2):
  - 1980, 1983
- Купа Интертото (3):
  - 1980, 1983, 1984